# He Ain't Heavy, He's My Brother
Singles de The Hollies
Sorry Suzanne
(1969) I Can't Tell the Bottom From the Top
(1970)
He Ain't Heavy, He's My Brother est une ballade pop écrite par Bob Russell, composée par Bobby Scott et enregistrée pour la première fois par le chanteur Kelly Gordon en 1969. Reprise la même année par le groupe britannique The Hollies, elle connaît un succès international.
Elle a ensuite été enregistrée par de nombreux artistes.
La version des Hollies se classe 3e des charts britanniques en 1969, mais culmine en tête des ventes en 1988 avec la réédition du single après l'utilisation de la chanson dans un spot publicitaire télévisé pour la bière Miller Lite

## Reprises
En 1970, le chanteur américain Neil Diamond reprend la chanson qui est un succès aux États-Unis essentiellement. La version de Bill Medley, qui apparaît dans la bande originale du film Rambo 3 en 1988, se classe dans les hit-parades de plusieurs pays en Europe ainsi qu'en Australie. Le groupe de hard rock suisse Gotthard se classe 10e dans son pays avec son interprétation en 1996.
En 2012, un collectif d'artistes britanniques, parmi lesquels Paul McCartney, Robbie Williams, Melanie C, Paloma Faith, Rebecca Ferguson, enregistrent la chanson sous le nom de The Justice Collective (en) afin de lever des fonds pour couvrir les frais de justice des familles des victimes de la tragédie de Hillsborough. Le single arrive en tête des ventes au Royaume-Uni la semaine de Noël.
He Ain't Heavy, He's My Brother a aussi été chantée, entre autres, par The Osmonds, Cher, Olivia Newton-John, The Housemartins, Donny Hathaway, Rufus Wainwright (sur la bande originale du film Zoolander).

## Historique
Les Hollies enregistrent la chanson aux studios Abbey Road avec Elton John au piano le 25 juin et le 7 août 1969.
Le titre est inspiré de la devise d'une communauté pour enfants abandonnés, nommée Boys Town, fondée en 1917 dans le Nebraska par un prêtre catholique, le père Edward J. Flanagan. La devise, He ain't heavy, Father, he's my brother (Il n'est pas lourd, mon Père, c'est mon frère) apparaît sur le piédestal d'une statue qui représente un garçon portant sur le dos son jeune frère.

## Classements hebdomadaires
| Classement (1969)                       | Meilleure position |
| --------------------------------------- | ------------------ |
| Belgique (Wallonie Ultratop 50 Singles) | 27                 |

| Classement (1969-1970)                  | Meilleure position |
| --------------------------------------- | ------------------ |
| Allemagne (Media Control AG)            | 9                  |
| Australie (Kent Music Report)           | 8                  |
| Autriche (Ö3 Austria Top 40)            | 16                 |
| Belgique (Flandre Ultratop 50 Singles)  | 18                 |
| Belgique (Wallonie Ultratop 50 Singles) | 32                 |
| Canada (RPM 100 Singles)                | 11                 |
| États-Unis (Billboard Hot 100)          | 7                  |
| Irlande (IRMA)                          | 3                  |
| Norvège (VG-lista)                      | 7                  |
| Pays-Bas (Nederlandse Top 40)           | 20                 |
| Pays-Bas (Single Top 100)               | 15                 |
| Royaume-Uni (UK Singles Chart)          | 3                  |
| Suisse (Schweizer Hitparade)            | 5                  |

| Classement (1988)              | Meilleure position |
| ------------------------------ | ------------------ |
| Irlande (IRMA)                 | 2                  |
| Royaume-Uni (UK Singles Chart) | 1                  |

| Classement (1970-1971)         | Meilleure position |
| ------------------------------ | ------------------ |
| Australie (Kent Music Report)  | 94                 |
| États-Unis (Billboard Hot 100) | 20                 |

| Classement (1988)                      | Meilleure position |
| -------------------------------------- | ------------------ |
| Australie (Kent Music Report)          | 87                 |
| Belgique (Flandre Ultratop 50 Singles) | 20                 |
| Irlande (IRMA)                         | 16                 |
| Pays-Bas (Nederlandse Top 40)          | 21                 |
| Pays-Bas (Single Top 100)              | 23                 |
| Royaume-Uni (UK Singles Chart)         | 25                 |

| Classement (1996)            | Meilleure position |
| ---------------------------- | ------------------ |
| Suisse (Schweizer Hitparade) | 10                 |

| Classement (2012)              | Meilleure position |
| ------------------------------ | ------------------ |
| Écosse (OCC)                   | 2                  |
| Irlande (IRMA)                 | 4                  |
| Norvège (VG-lista)             | 17                 |
| Pays-Bas (Single Top 100)      | 36                 |
| Royaume-Uni (UK Singles Chart) | 1                  |

## Certifications
| Pays              | Certification | Unités certifiées |
| ----------------- | ------------- | ----------------- |
| Royaume-Uni (BPI) | Argent        | 250 000           |

| Pays              | Certification | Unités certifiées |
| ----------------- | ------------- | ----------------- |
| Royaume-Uni (BPI) | Or            | 400 000           |